# Plataforma Lattes
A Plataforma Lattes é um sistema de currículos virtual criado e mantido pelo Conselho Nacional de Desenvolvimento Científico e Tecnológico (CNPq), pelo qual integra as bases de dados curriculares, grupos de pesquisa e instituições em um único sistema de informações, das áreas de Ciência e Tecnologia, atuando no Brasil. Foi concebida para facilitar as ações de planejamento, gestão e operacionalização do fomento à pesquisa, tanto do CNPq quanto de outras agências de fomento à pesquisa, federais e estaduais, e de instituições de ensino e pesquisa. Contém mais de 1 milhão de currículos cadastrados.
A Plataforma foi lançada por decisão do Ministro da Ciência e Tecnologia Luiz Carlos Bresser-Pereira, juntamente à Capes, levando em conta a opinião e pareceres de outros 385 consultores técnico-científicos. Inicialmente, era chamada de Genos, posteriormente veio a homenagear César Lattes.

## História

O paranaense César Lattes (esquerda) e os pernambucanos Mário Schenberg (centro) e José Leite Lopes (direita) — estes considerados os três maiores físicos brasileiros — em reunião no CNPq, 1958.

A Plataforma Lattes de sistemas de informações em ciência e tecnologia surgiu a partir da necessidade de integração de informações mantidas por CNPq, Capes, Fapesp, Finep e outros sistemas do Ministério de Ciência e Tecnologia.
O sistema de currículos Lattes veio atender a uma reivindicação antiga da comunidade científica sobre a necessidade de o CNPq gerenciar uma base de dados sobre pesquisadores em C&T para credenciamento de orientadores no país. O sistema permitiu integrar informações de aplicativos não integrados que, apenas no CNPq, envolviam Bcurr, minicurrículo e Genos - precursor do Currículo Lattes.
O sistema leva o nome do físico paranaense César Lattes.

### Antecedentes
De 1993 a 1999, utilizaram-se formulários em papel, um sistema em ambiente DOS (BCURR) e um sistema de currículos específico para credenciamento de orientadores (MiniCurrículo). Nesse período, a Agência acumulou cerca de 35 mil registros curriculares da atividade de C&T no país. Embora esses instrumentos tenham viabilizado a operação de fomento da Agência, a natureza das informações dificultava uma plena utilização dessa base de dados em outros processos de gestão em C&T. Por exemplo, não era possível separar coautores ou mesmo contabilizar índices de coautoria nos currículos.

### Concepção do CV Lattes: o CV Genos
Entre 1998 e 1999, o CNPq realizou um levantamento junto à comunidade de consultores ad hoc visando estabelecer um modelo de currículo que atendesse tanto às suas necessidades de operação de fomento como às de planejamento e gestão em C&T. Além disso, o grupo de desenvolvimento (CESAR - Centro de Estudos e Sistemas Avançados do Recife - da Universidade Federal de Pernambuco, e o grupo Stela - atual Instituto Stela - da Universidade Federal de Santa Catarina) incluiu no formulário eletrônico diversas funcionalidades há muito solicitadas pela comunidade científica, tais como relatórios configuráveis, saída para outras fontes, indicadores de produção, dicionários individualizados, importação dos dados preenchidos em outros sistemas de currículos, etc. Entre março e abril de 1999, 140 dos 400 consultores que responderam à pesquisa avaliaram o primeiro protótipo do currículo Lattes, à época denominado CV-Genos. A avaliação geral alcançou 4,5 em escala de 0 - péssimo a 5 - excelente.

### Desenvolvimento e lançamento
Em maio de 1999, sob o Ministro Luiz Carlos Bresser-Pereira, o CNPq e a Coordenação de Aperfeiçoamento de Pessoal de Nível Superior (CAPES) acordaram a completa compatibilização do novo currículo do CNPq com os dados de pós-graduação, sob a ótica dos indivíduos de um Programa (pesquisadores, docentes ou discentes). O encontro entre ambas as agências resultou na modificação do protótipo, que se transformou no Sistema de Currículos Lattes, lançado a 16 de agosto de 1999. Nos dois primeiros anos de operação do Sistema, a cobertura de currículos ligados a C&T quase triplicou, sendo que a base de dados de aproximadamente 35.000 registros superou a marca de 100 mil currículos. Em 2008, a base contava com cerca de 1.100.000 currículos, sendo que 31% destes eram de doutores, mestres ou estudantes de pós-graduação e 59% eram graduados e estudantes de graduação.

### Interação com outras bases de C&T
Em julho de 2000, a  Coordenação Geral de Informática  do CNPq iniciou um trabalho de intercâmbio com outras instituições ligadas a C&T no País. O resultado foi a ligação dinâmica dos currículos Lattes do CNPq com referência ao mesmo pesquisador em outras bases de dados. Ao mesmo tempo que construiu o formulário off-line, a Coordenação Geral de Informática  do CNPq também trabalhou na ferramenta on-line, que funciona sobre uma plataforma web e permite que os pesquisadores atualizem os seus currículos diretamente na base do CNPq.
Nesse trabalho de intercâmbio, o CNPq vinculou os currículos Lattes com:
- o INPI, para apresentação dinâmica das patentes de registro dos pesquisadores;
- o SciELO, LILACS, MEDLINE (fruto de acordo com BIREME), para leitura dos textos completos publicados pelos pesquisadores (e para vínculo com os currículos dos co-autores);
- as universidades, para vínculo com bases institucionais desses pesquisadores.

### Abertura e padronização XML
Em 2000, as Instituições Federais de Ensino Superior reuniram suas equipes de informática no Workshop de Sistemas de Informações das IFES (UFOP - Ouro Preto) e convidaram as agências federais para construção de um modelo único de informação, visando racionalizar o processo de captura de dados no Sistema Federal de Educação em Ciência e Tecnologia.
Na ocasião, o CNPq prontificou-se a construir projeto específico para atender a essa demanda, mas salientou a necessidade de manter a confidencialidade das informações (e a Plataforma operacional) dos pesquisadores, dado que estas são o principal subsídio ao processo de fomento.
Em fevereiro de 2001, UFSC, UNICAMP, UFRJ, USP, UFRGS, UFBA e UFRN, universidades que haviam procurado o CNPq solicitando abertura tecnológica de sua plataforma, participaram de workshop na Agência, visando à construção da  Linguagem de Marcação da Plataforma Lattes  (LMPL), sob coordenação da CGINF/CNPQ, sendo os trabalhos de desenvolvimento conduzidos pelo Grupo Stela da UFSC. Apesar da preocupação da abertura tecnológica, o foco principal do CNPq era de estabelecer um padrão de transporte de dados em arquivo texto.
Como proposta, o Grupo Stela da UFSC trouxe um modelo de Comunidade de Padronização com processos de submissão, análise e publicação de padrões abertos e que foram posteriormente revisados e aprovados nos workshops da Comunidade LMPL. A Comunidade definiu o DTD (Data Type Definition) do Currículo Lattes, evoluindo posteriormente até se tornar uma gramática XML Schema. Com esse modelo, as universidades brasileiras podem extrair informações do currículo Lattes e/ou gerar informações para o mesmo a partir dos seus sistemas corporativos. O Prof. José Francisco Salm Junior  foi o coordenador geral de projetos da LMPL e auxiliou a CGINF/CNPq na implantação dos processos de gestão das gramáticas da comunidade CONSCIENTIAS-LMPL. Essas gramáticas serviram para apoiar a abertura da Plataforma Lattes, do ponto de vista de conteúdo dos dados, e manteve inalterado o acesso técnico às informações, preservando a segurança dos pesquisadores.

### Internacionalização do CV Lattes: Currículo CvLAC
Em julho de 2000, a BIREME promoveu um encontro em São Paulo, no qual o CNPq foi convidado a mostrar sua experiência com a Plataforma Lattes. Nesse encontro, estavam representantes da Conicyt (Comisión Nacional de Investigación Científica y Tecnológica) do Chile, da Venezuela e do México e da Organização Pan-Americana de Saúde (OPAS).
O CNPq apresentou o Diretório dos Grupos de Pesquisa e o site de acesso ao Sistema de Currículo Lattes, o que despertou o interesse da OPAS, que construiu um formulário latino-americano, denominado CvLAC, a partir da experiência do currículo brasileiro. O Grupo Stela foi contratado para esse fim, dando início aos trabalhos em fevereiro de 2001, e o CNPq disponibilizou a Plataforma gratuitamente para que o projeto alcançasse âmbito latino-americano.
Em abril de 2001, aconteceu uma grande conferência, estando presentes mais de 500 pessoas, entre as quais representantes de  Organismos Nacionais de Ciência e Tecnologia (ONCYTs) e representantes de bibliotecas virtuais, principalmente do Scielo. O CNPq apresentou todo o histórico de construção da Plataforma Lattes. A partir daí, o projeto chamou a atenção não só das áreas de saúde dos países latino-americanos mas também da própria operação da Conicyt.

Recentemente representantes do CNPq estiveram no México, na Colômbia e em Cuba, para mostrar a construção da Plataforma a partir do Sistema de Currículo Lattes e do Diretório dos Grupos de Pesquisa do Brasil, o que resultou na construção de um Diretório de Ciência e Tecnologia, com os grupos brasileiros e os grupos colombianos em busca unificada.